# Distretto di Kushtia
Il distretto di Kushtia è un distretto del Bangladesh situato nella divisione di Khulna. La città principale è Kushtia.

## Suddivisioni
Il distretto di Kushtia si suddivide nei seguenti sottodistretti (upazila):
- Bheramara
- Daulatpur
- Khoksa
- Kumarkhali
- Kushtia Sadar
- Mirpur